# Seseli ledebourii
Seseli ledebourii är en flockblommig växtart som beskrevs av George Don jr. Seseli ledebourii ingår i släktet säfferötter, och familjen flockblommiga växter. Inga underarter finns listade i Catalogue of Life.